# Волгоградский проспект (станция метро)
«Волгогра́дский проспе́кт» — станция Таганско-Краснопресненской линии Московского метрополитена. Расположена между станциями «Пролетарская» и «Текстильщики» на территории Южнопортового района (ЮВАО).

## История
Станция открыта 31 декабря 1966 года в составе участка «Таганская» — «Ждановская», после ввода в эксплуатацию которого в Московском метрополитене стало 82 станции. В проекте станция носила названия «Шарикоподшипниковская» и «Остаповское шоссе». Последнее использовалось в процессе строительства и указывалось на схемах метро 1963—1966 годов, но в мае 1964 года Остаповское шоссе было упразднено, а на основе вновь проложенного южного дублёра Рязанского шоссе между Площадью Крестьянская Застава и МКАД был образован Волгоградский проспект. Это название впоследствии было присвоено и станции метро при открытии.
В 1991 году предлагалось переименовать станцию в «Калитники»

## Вестибюли и пересадки
Выход в город осуществлялся через два подземных перехода на Волгоградский проспект. С 1 января 2017 года стала официальной бесплатная пересадка на станцию Угрешская Московского центрального кольца (фактически пересадка стала бесплатной в середине октября 2016 года).

## Техническая характеристика
Конструкция станции — колонная трёхпролётная мелкого заложения с уменьшенной шириной центрального пролёта (глубина — 8 метров), сооружена по типовому проекту из сборных конструкций. На станции два ряда колонн по 25 штук с шагом 6 метров (пролёт между рядами колонн уменьшен). Архитекторы — В. Г. Поликарпова, А. А. Марова, инженеры-конструкторы — А. И. Семёнов, Л. В. Сачкова, Т. Б. Процерова.
В отличие от типовой конструкции ширина центрального пролёта уменьшена на 2 м, под ним смонтирован фальш-потолок. Расстояние между осями путей уменьшено до 10,9 м, ширина платформы уменьшена до 8 м. Высота перекрытия 4 м, расстояние между осями рядов колонн 5,9 м, шаг колонн 4 м, ширина колонны 500 мм.

## Оформление
Пол выложен серым гранитом. Колонны облицованы белым мрамором. Путевые стены выложены белой глазурованной керамической плиткой и украшены металлическими панно на тему Сталинградского сражения 1942—1943 годов (автор — Э. М. Ладыгин). С октября 2021 по декабрь 2022 года проводились работы по замене облицовки путевых стен на жёлтую плитку.

## Путевое развитие и перегоны между станциями
Перегон «Волгоградский проспект» — «Текстильщики» (длина — 3,5 км) — второй по длине в Московском метро. Часть этого перегона находится на поверхности. На открытом участке расположен тупик для отстоя составов и пошёрстный съезд между путями, а также несколько мини-тоннелей.

## Наземный общественный транспорт
На этой станции можно пересесть на следующие маршруты городского пассажирского транспорта:
- Автобусы: 386, с799, т27, н5

## В культуре
- Во время строительства станции снимались сцены фильма «Я шагаю по Москве», герой которого Коля (Никита Михалков) является метростроителем[5].

## Галерея

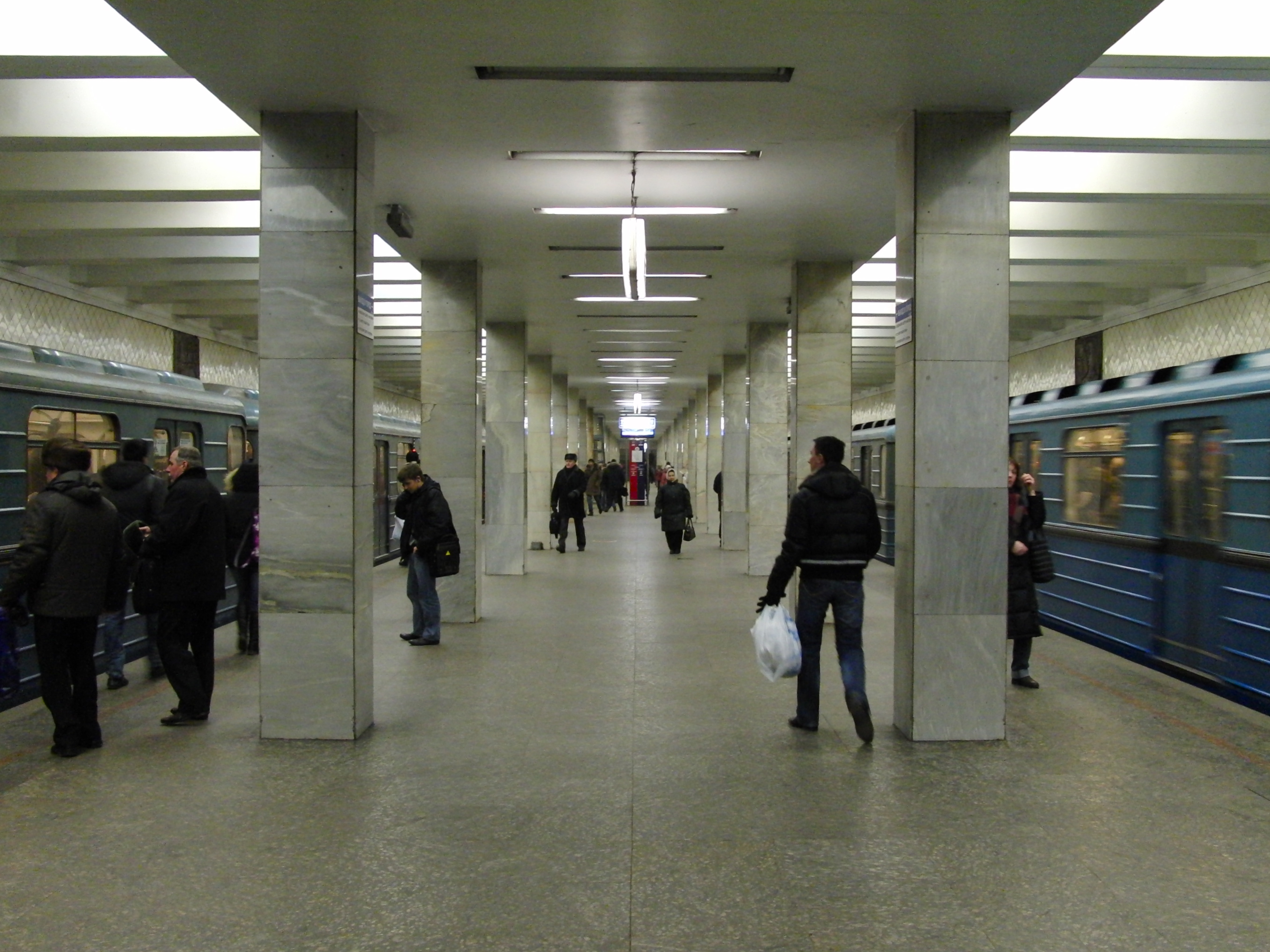
Зал станции
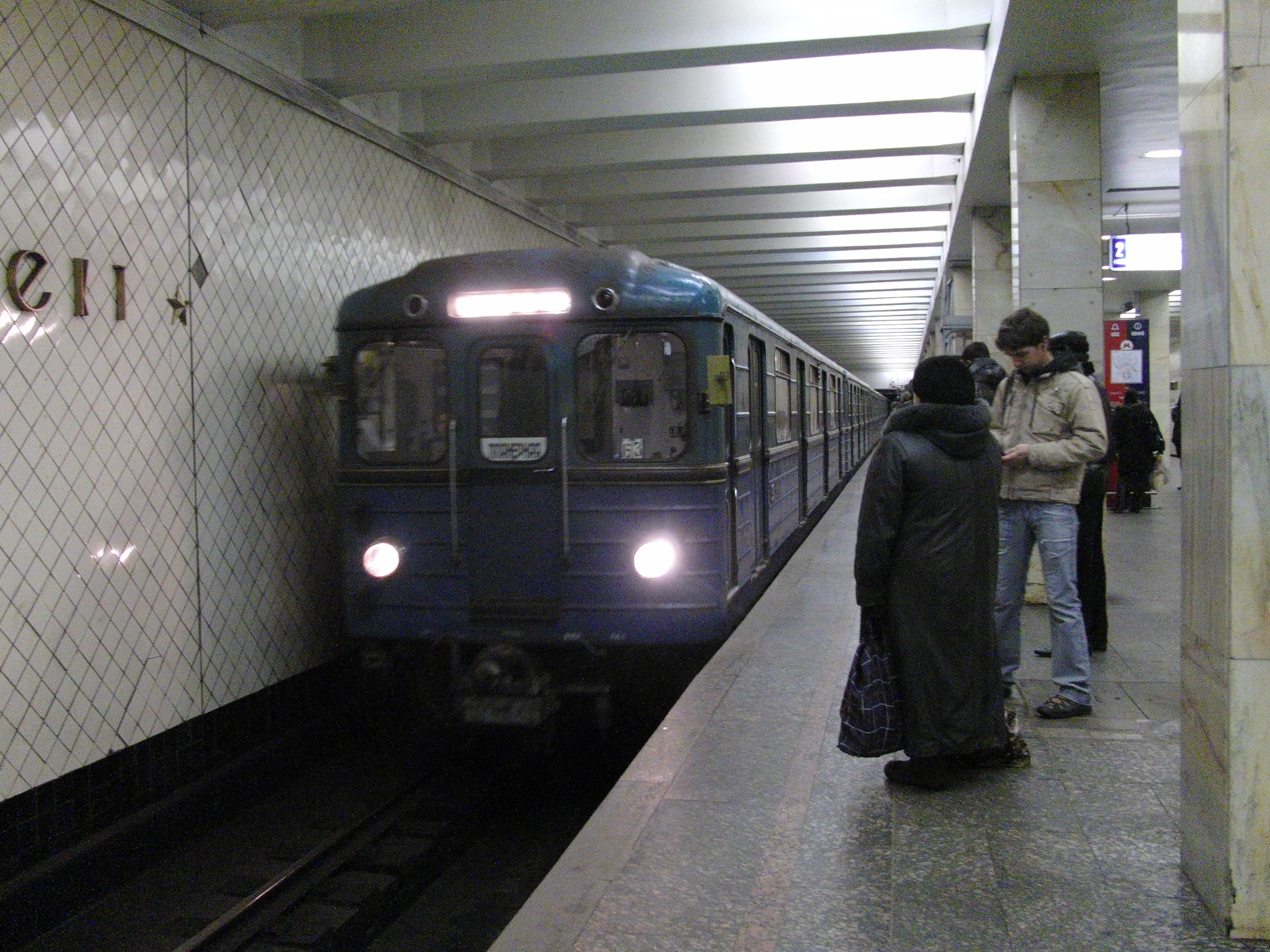
Платформа и прибывающий поезд
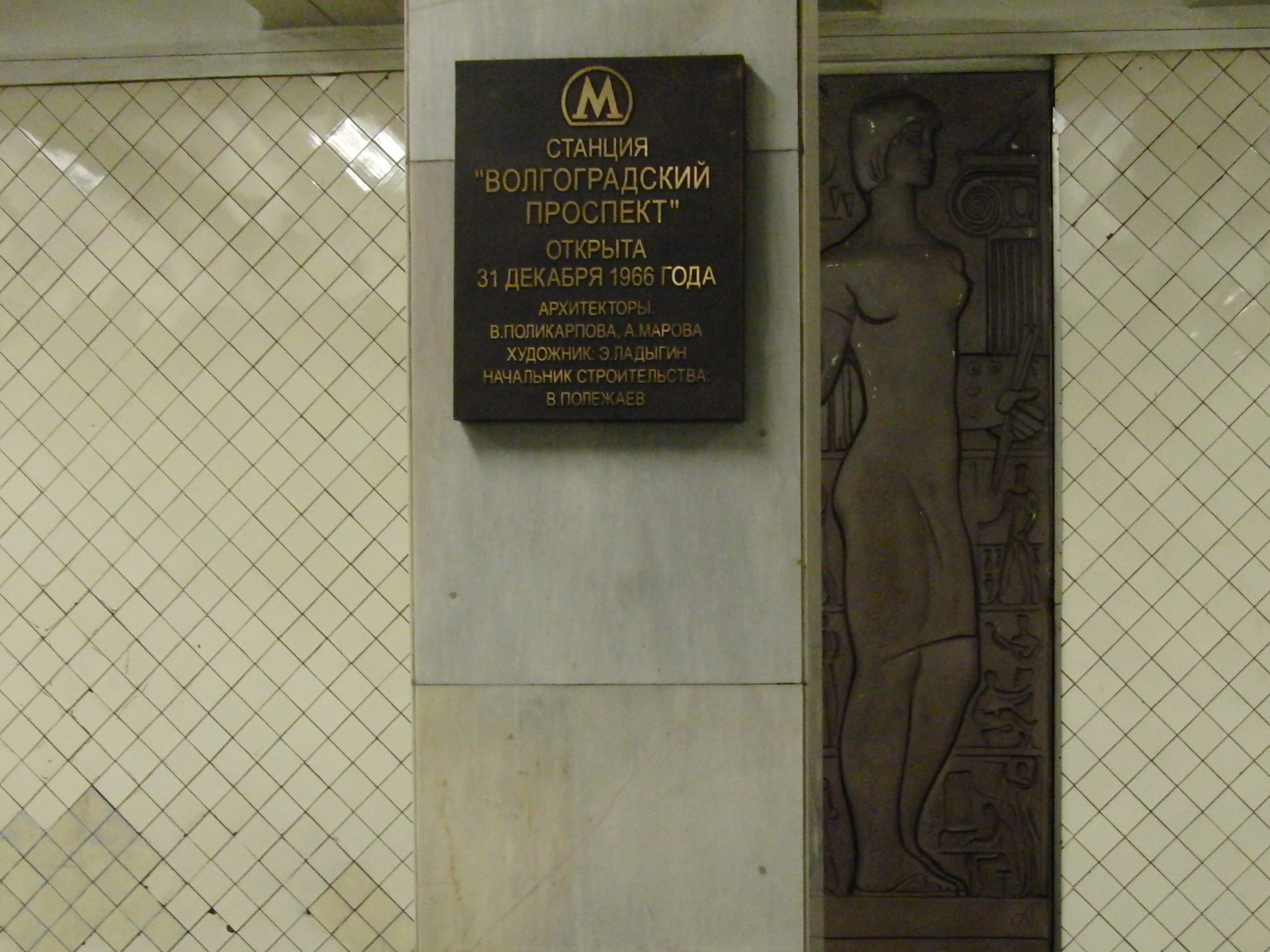
Табличка о станции
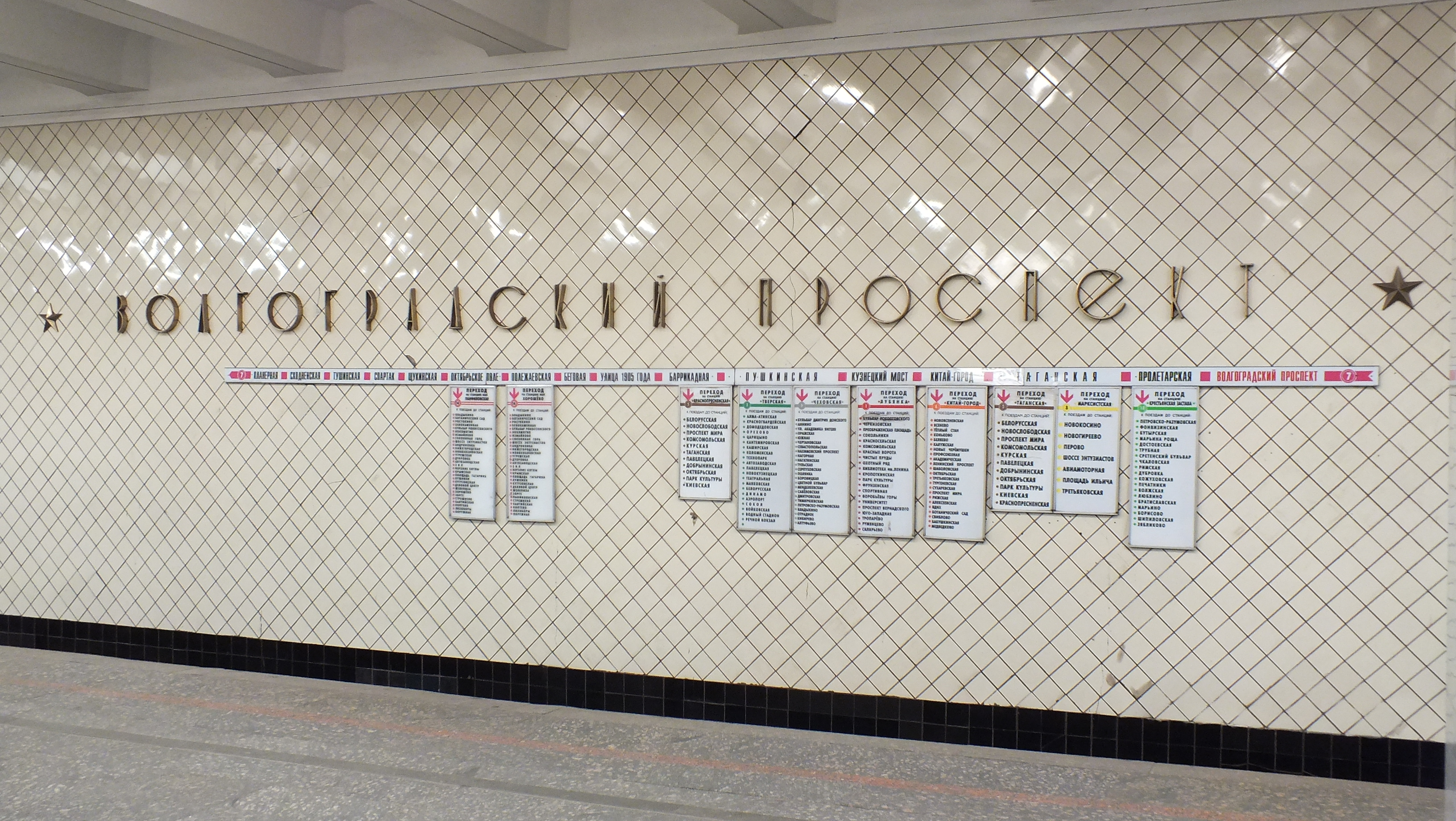
Название на путевой стене

## Станция в цифрах
- Таблица времени прохождения первого поезда через станцию[6]:

| По чётным числам                 | Будние дни | Выходные дни |
| По нечётным числам               | Будние дни | Выходные дни |
| В сторону станции «Текстильщики» | 05:57:00   | 05:57:00     |
| В сторону станции «Текстильщики» | 05:56:00   | 05:55:00     |
| В сторону станции «Пролетарская» | 05:51:00   | 05:46:00     |
| В сторону станции «Пролетарская» | 05:46:00   | 05:46:00     |